# Carlos Diz
Carlos Miguel Diz (Buenos Aires, Argentina 17 de agosto de 1946) es un exfutbolista argentino que jugaba como mediocampista, desarrolló casi toda su carrera futbolística en el fútbol profesional colombiano. 

## Clubes
| Club                 | País      | Año                     |
| -------------------- | --------- | ----------------------- |
| San Martin           | Argentina | 1968                    |
| Gimnasia             | Argentina | 1969 - 1970             |
| Cucuta Deportivo     | Colombia  | 1971 - 1972 1980 - 1981 |
| Atlético Bucaramanga | Colombia  | 1973                    |
| Atlético Nacional    | Colombia  | 1974 - 1975             |
| Millonarios          | Colombia  | 1976 - 1977             |
| Cúcuta Deportivo     | Colombia  | 1978                    |
| Junior               | Colombia  | 1979                    |
| Deportes Tolima      | Colombia  | 1980                    |